# Rychlostní silnice R7 (Slovensko)
Rychlostní silnice R7 je dálnice na Slovensku, která po svém dokončení spojí Bratislavu, Dunajskou Stredu, Nové Zámky, Veľký Krtíš a Lučenec. Celková délka rychlostní silnice bude 223,8 km, z toho je 32,4 km v provozu, 0 km ve výstavbě a 191,6 km v plánu. Po R7 bude na úseku od Bratislavy po Dunajskou Stredu vedená evropská silnice E575.

## Historie
Rychlostní silnice R7 se zamýšlela již v 90. letech jako dvoupruhová rychlostní komunikace. Přípravu jejího projektu schválila vláda Slovenské republiky dne 26. června 2003 usnesením č. 523/2003. V říjnu 2005 byla vypracována technická studie a dále následovalo vypracování podkladů a variantních řešení trasování jednotlivých úseků pro posuzování vlivů na životní prostředí. Stanoviska pro první úseky byla Ministerstvem životního prostředí SR vydána v květnu 2009.
Základní kámen vnějšího bratislavského obchvatu, zahrnujícího kromě dálnice D4 i úseky rychlostní silnice R7, byl slavnostně poklepán 24. října 2016, za účasti ministra dopravy Árpáda Érseka a zástupců konsorcia dodavatelů. První dva úseky mezi křižovatkou R7 a D4 po Holice byly uvedeny do provozu 19.7.2020. 

## Přehled úseků
| Pořadí úseku | Název úseku                                                             | Délka úseku v km | Zahájení výstavby úseku | Uvedení úseku do provozu | Výjezdy a křižovatky                                                           |
| ------------ | ----------------------------------------------------------------------- | ---------------- | ----------------------- | ------------------------ | ------------------------------------------------------------------------------ |
| 1.           | Křižovatka R7×D1 Bratislava, Nivy I – křižovatka R7×D4 Bratislava – jih | 6,4              | 2016                    | 2021                     | 1. Bratislava – Nivy I, křižovatka R7×D1 2. Bratislava – Nivy II (Slovnaftská) |
| 2.           | Křižovatka R7×D4 Bratislava, jih – Šamorín, západ                       | 8,4              | 2016                    | 2020                     | 3. Bratislava – jih, křižovatka R7×D4 4. Šamorín – Západ                       |
| 3.           | Šamorín, západ – Holice                                                 | 17,4             | 2016                    | 2020                     | 5. Šamorín – sever 6. Holice                                                   |
| 4.           | Holice – Mliečany                                                       | 11,0             | po roce 2030            | po roce 2030             | 7. Dunajská Streda 8. Mliečany                                                 |
| 5.           | Mliečany – Dolní Bar                                                    | 9,5              | po roce 2030            | po roce 2030             | 9. Dolní Bar                                                                   |
| 6.           | Dolní Bar – Zemné                                                       | 23,5             | po roce 2030            | po roce 2030             | 10. Zemní                                                                      |
| 7.           | Zemné – Nové Zámky, křižovatka R7×R3                                    | 14,3             | po roce 2030            | po roce 2030             | 11. Nové Zámky, křižovatka R7×R3                                               |
| 8.           | Nové Zámky – Čaka                                                       | 29,2             | po roce 2040            | po roce 2040             | 12. Bešeňov 13. Čaka                                                           |
| 9.           | Čaka – Veľký Krtíš                                                      | 71,3             | po roce 2040            | po roce 2040             | 14. Šarovce 15. Demandice 16. Tupá 17. Šahy 18. Tešmák 19. Velký Krtíš         |
| 10.          | Veľký Krtíš – Lučenec, křižovatka R7×R2                                 | 32,8             | Po roce 2040            | po roce 2040             | 20. Kľačany 21. Lučenec – Západ 22. Lučenec – Východ, křižovatka R7×R2         |

## Úseky

### Bratislava, Prievoz – Bratislava, Ketelec
Začátek tohoto úseku o délce 6,4 km je v křižovatce Prievoz na dálnici D1. Následně trasa obchází průmyslový areál podniku Slovnaft a za ním pokračuje přes zemědělsky využívané území. Konec úseku je na dálnici D4 v místě křižovatky Ketelec. Nachází se zde jedna křižovatka a 11 mostů. Koncesní smlouva na výstavbu formou PPP projektu byla podepsána 20. května 2016, samotná výstavba oficiálně začala 24. října 2016 s termínem dokončení v roce 2020. Úsek rychlostní silnice staví a bude provozovat během 30 let konsorcium Obchvat Nula společně se španělskou společností Cintra Infraestructuras Internacional.

### Bratislava, Ketelec – Dunajská Lužná
Úsek Bratislava, Ketelec – Dunajská Lužná odklonil dopravu z obcí Rovinka a Dunajská Lužná a tím značně odlehčil extrémně přetížené silnici I/63. Původně byly uvažovány tři varianty trasování tohoto úseku – všechny s délkou okolo 7 kilometrů. Úsek začíná v jihovýchodní části Bratislavy křižovatkou s dálnicí D4. Pokračuje obchvatem obcí Rovinka a Dunajská Lužná. Za obcí Dunajská Lužná končí v stejnojmenné křižovatce, v níž se připojuje silnice I/63 a pokračuje další úsek rychlostní silnice R7. Úsek je dlouhý 8,23 km, součástí stavby je 10 mostů a dvě křižovatky. 
Koncesní smlouva na výstavbu formou PPP projektu byla podepsána 20. května 2016 , samotná výstavba se oficiálně začala 24. října 2016 a celý úsek byl slavnostně předán do užívání 19. července 2020. Úsek rychlostní silnice postavilo a provozuje během 30 let konsorcium Obchvat Nula na čele se španělskou společností Cintra Infraestructuras Internacional.

### Dunajská Lužná – Holice
Začátek trasy se napojuje na předchozí úsek rychlostní silnice R7 v křižovatce Dunajská Lužná. Dále pokračuje severně od města Šamorín rovnoběžně se silnicí I/63 až k obci Holice, kde ve stejnojmenné křižovatce úsek končí. Součástí stavby jsou dvě křižovatky, velké oboustranné odpočívadlo Blatná na Ostrove a Středisko správy a údržby rychlostních silnic Holice. Tento úsek má délku 17,4 km a na tělese R7 nebylo nutné budovat žádné mosty. Ty jsou jen součástí mimoúrovňových křížení s ostatními silnicemi.
Koncesní smlouva na výstavbu formou PPP projektu byla podepsána 20. května 2016, samotná výstavba se oficiálně začala 24. října 2016 a celý úsek byl slavnostně předán do užívání 19. července 2020. Úsek rychlostní silnice postavilo a provozuje během 30 let konsorcium Obchvat Nula na čele se španělskou společností Cintra Infraestructuras Internacional.

### Holice – Dunajská Streda
Začátek úseku je napojen na předchozí úsek R7 Dunajská Lužná – Holice v křižovatce Holice. Pokračuje v trase silnice I/63 východním směrem a následně obchvatem města Dunajská Streda odklonem od silnice I/63. Končí v křižovatce Kútniky jihovýchodně za Dunajskou Stredou. Úsek bude mít délku 13,18 km, vybudují se zde tři křižovatky a 6 mostů. V současnosti probíhá proces územního řízení a začátek výstavby je plánován po roce 2030.

### Dunajská Streda – Nové Zámky
Tento úsek s délkou 42,52 km začíná v křižovatce Kútniky. Trasa od křižovatky pokračuje východním směrem a poté severním obchvatem města Nové Zámky. Úsek končí křižovatkou Nové Zámky, kde se napojuje silnice I/64 a následující úsek rychlostní silnice R7. Součástí stavby budou 3 křižovatky, 24 mostů, malé oboustranné a velké oboustranné odpočívadlo a Středisko správy a údržby rychlostních silnic Nové Zámky. Detaily projektu jsou v procesu posuzování vlivů na životní prostředí a začátek výstavby je plánován po roce 2030.

### Nové Zámky – Čaka
Úsek začíná v křižovatce u města Nové Zámky, kde se napojuje na předchozí úsek R7 Dunajská Streda – Nové Zámky. Pokračuje jižním obchvatem obce Bánov, následně severním obchvatem obce Bešeňov a dále mimo zastavěná území. Končí v křižovatce u obce Čaka. Délka tohoto úseku bude téměř 30 km, součástí stavby budou dvě křižovatky, 17 mostů a malé odpočívadlo Bešeňov. Detaily projektu jsou v procesu posuzování vlivů na životní prostředí a začátek výstavby je plánován po roce 2040.

### Čaka – Veľký Krtíš
Začátek úseku rychlostní silnice R7 je v křižovatce Čaka, kde navazuje na předchozí úsek R7 Nové Zámky – Čaka. Trasa prochází mírně zvlněným terénem, zemědělský využívaným územím a mimo zastavěné území. Konec úseku je v křižovatce u města Velký Krtíš. Součástí stavby bude šest křižovatek, 83 mostů, dvě odpočívadla a dvě střediska správy a údržby rychlostních silnic: SSÚR Svodov a SSÚR Malý Krtíš. Délka tohoto úseku bude přibližně 72 km. Detaily projektu jsou v procesu posuzování vlivů na životní prostředí a začátek výstavby je plánován po roce 2040.

### Veľký Krtíš – Lučenec
Začátek úseku je jižně od města Veľký Krtíš. Prochází rovinatým terénem, převážně zemědělský využívaným územím a mimo zastavěné území. Konec úseku a i samotné rychlostní silnice R7 je v křižovatce Lučenec s napojením na rychlostní silnici R2. Úsek bude dlouhý téměř 33 km, součástí stavby jsou i 4 křižovatky, 40 mostů, jedno odpočívadlo a SSÚR Velký Krtíš. Detaily projektu jsou v procesu posuzování vlivů na životní prostředí a začátek výstavby je plánován po roce 2040.